# Halowe Mistrzostwa Świata w Lekkoatletyce 2001 – bieg na 400 m kobiet
Bieg na 400 m kobiet – jedna z konkurencji rozgrywanych podczas halowych mistrzostw świata w lekkoatletyce w 2001. Eliminacje odbyły się 9 marca, półfinały miały miejsce 10 marca, finał zaś został rozegrany 11 marca.
Do eliminacji zgłoszonych zostało 19 zawodniczek z 15 państw.
Zawody w tej konkurencji wygrała reprezentantka Jamajki Sandie Richards. Drugą pozycję zajęła zawodniczka z Rosji Olga Kotlarowa, trzecią zaś reprezentująca też Rosję Olesia Zykina.

## Wyniki

### Eliminacje
Źródło: 
Bieg 1
| Miejsce | Zawodniczka     | Państwo  | Wynik | Uwagi |
| ------- | --------------- | -------- | ----- | ----- |
| 1.      | Sandie Richards | Jamajka  | 52,11 |       |
| 2.      | Olesia Zykina   | Rosja    | 52,48 |       |
| 3.      | Natalla Sałahub | Białoruś | 53,10 |       |
| 4.      | Aliann Pompey   | Gujana   | 53,32 |       |
| 5.      | Foy Williams    | Kanada   | 53,39 |       |

Bieg 2
| Miejsce | Zawodniczka        | Państwo           | Wynik | Uwagi |
| ------- | ------------------ | ----------------- | ----- | ----- |
| 1.      | Olga Kotlarowa     | Rosja             | 52,61 |       |
| 2.      | Monique Hennagan   | Stany Zjednoczone | 52,99 |       |
| 3.      | Chrisula Gundenudi | Grecja            | 53,62 |       |
| 4.      | Žana Minina        | Litwa             | 53,68 | NR    |
| –       | Damayanthi Dharsha | Sri Lanka         | DNF   |       |

Bieg 3
| Miejsce | Zawodniczka      | Państwo           | Wynik | Uwagi |
| ------- | ---------------- | ----------------- | ----- | ----- |
| 1.      | Catherine Murphy | Wielka Brytania   | 52,61 |       |
| 2.      | Suziann Reid     | Stany Zjednoczone | 52,65 |       |
| 3.      | Ionela Târlea    | Rumunia           | 53,05 |       |
| 4.      | Catherine Scott  | Jamajka           | 53,82 |       |

Bieg 4
| Miejsce | Zawodniczka      | Państwo    | Wynik | Uwagi |
| ------- | ---------------- | ---------- | ----- | ----- |
| 1.      | Shanta Ghosh     | Niemcy     | 52,49 |       |
| 2.      | Kaltouma Nadjina | Czad       | 52,53 | NR    |
| 3.      | LaDonna Antoine  | Kanada     | 53,82 |       |
| 4.      | Carmo Tavares    | Portugalia | 53,82 |       |
| 5.      | Karen Shinkins   | Irlandia   | 53,90 |       |

### Półfinały
Źródło: 
Bieg 1
| Miejsce | Zawodniczka      | Państwo           | Wynik | Uwagi |
| ------- | ---------------- | ----------------- | ----- | ----- |
| 1.      | Sandie Richards  | Jamajka           | 51,98 |       |
| 2.      | Olesia Zykina    | Rosja             | 52,18 |       |
| 3.      | Monique Hennagan | Stany Zjednoczone | 52,43 |       |
| 4.      | Catherine Murphy | Wielka Brytania   | 52,45 |       |
| 5.      | Ionela Târlea    | Rumunia           | 52,87 |       |
| 6.      | Foy Williams     | Kanada            | 53,61 |       |

Bieg 2
| Miejsce | Zawodniczka      | Państwo           | Wynik | Uwagi |
| ------- | ---------------- | ----------------- | ----- | ----- |
| 1.      | Olga Kotlarowa   | Rosja             | 51,63 |       |
| 2.      | Suziann Reid     | Stany Zjednoczone | 51,84 | SB    |
| 3.      | Kaltouma Nadjina | Czad              | 51,92 | NR    |
| 4.      | Shanta Ghosh     | Niemcy            | 51,93 |       |
| 5.      | Aliann Pompey    | Gujana            | 53,18 |       |
| 6.      | Natalla Sałahub  | Białoruś          | 53,60 |       |

### Finał
Źródło: 
| Miejsce | Zawodniczka      | Państwo           | Wynik   | Uwagi |
| ------- | ---------------- | ----------------- | ------- | ----- |
| 01 !    | Sandie Richards  | Jamajka           | 51,04   |       |
| 02 !    | Olga Kotlarowa   | Rosja             | 51,56   |       |
| 03 !    | Olesia Zykina    | Rosja             | 51,71   |       |
| 4.      | Kaltouma Nadjina | Czad              | 52,49   |       |
| 5.      | Monique Hennagan | Stany Zjednoczone | 52,83   |       |
| 6.      | Suziann Reid     | Stany Zjednoczone | 1:11,50 |       |